# 블랙피쉬 (영화)
블랙피쉬(Blackfish)는 미국에서 제작된 가브리엘라 코우퍼스웨이트 감독의 2013년 다큐멘터리, 드라마 영화이다. 범고래 틸리쿰(Tilikum)에 대해서 다루고 있다. 2013년 1월 19일 2013년 선댄스 영화제에서 초연되었으며 매그놀리아 픽처스와 CNN 필름스에 의해 더 많은 극장에서 개봉되었다.

## 같이 보기
- 인간성
- 올카 (영화)